# Eriksholm (Ågerup Sogn)
 For alternative betydninger, se Eriksholm. (Se også artikler, som begynder med Eriksholm)
Eriksholm er en gammel herregård. Den nævnes første gang i året 1400, og da var navnet Vinderupgaard. Navnet Eriksholm er fra 1610. Gården er beliggende ca. 5 km sydøst for Holbæk i Ågerup Sogn, Merløse Herred, Holbæk Kommune. Hovedbygningen er opført i 1788 ved arkitekt C.F. Harsdorff.
Eriksholm arbejder på etablering af driftsfællesskab med Hørbygaard på Tuse Næs nord for Holbæk. Dette driftsfællesskab vil bl.a. omfatte drift af 1050 ha konventionelle planteavlsarealer.
Eriksholm Hovedbygning med Eriksholm skov er på 65 hektar
Eriksholm Avlsgård er på 406 hektar med Langagergård og Rønmosegård
Dragerup og Munkholm skovene er på 950 hektar med Humleore.

## Ejere af Eriksholm
- (1400- ) Peder Jensen
- (1400-1536) Forskellige Ejere
- (1536-1556) Kronen
- (1556-1567) Johan Friis
- (1567) Karen Friis gift Bjørn
- (1567-1573) Bjørn Andersen Bjørn
- (1573-1585) Kronen
- (1585-1600) Mads Eriksen Vasspyd
- (1600-1615) Erik Madsen Vasspyd
- (1615-1625) Karen Christoffersdatter Pax gift Vasspyd
- (1625-1650) Christoffer Mogensen Pax
- (1650-1682) Holger Christoffersen Pax
- (1682-1697) Niels Iuel
- (1697-1702) Margrethe Wifeld gift Iuel
- (1702) Vibeke Nielsdatter Iuel gift Iuel
- (1702-1731) Gregers Iuel
- (1731-1752) Peder Gregersen Iuel
- (1752-1778) Hans Diderik de Brinck-Seidelin
- (1778-1824) Hans Diderik Hansen de Brinck-Seidelin
- (1824-1825) Frederik Julius Kaas
- (1825-1849) Hans Caspar Jacobsen
- (1849-1857) Enke Fru Jacobsen
- (1857-1878) Christian Frederik von Holstein
- (1878) Frederik lensgreve Ahlefeldt-Laurvig
- (1878-1923) Carl William greve Ahlefeldt-Laurvig (søn)
- (1923-1936) Elisabeth komtesse af Danneskiold-Samsøe gift Ahlefeldt-Laurvig
- (1936-1959) Kai Frederik Sophus greve Ahlefeldt-Laurvig (søn)
- (1959-1995) Jørgen William greve Ahlefeldt-Laurvig (agerjorden + avlsgården) (søn)
- (1959-1972) Kai Frederik Sophus greve Ahlefeldt-Laurvig (skoven + hovedbygning)
- (1972-2014) Christian William greve Ahlefeldt-Laurvig (skoven + hovedbygning) (jørgens søn)
- (1995-2014) Hans Christian Benedict greve Ahlefeldt-Laurvig (agerjorden + avlsgården) (christians bror)
- (2014-nu) Ole og Charlotte Nielsen (hovedbygning samt 65 ha)  [1]
- (2014-nu) Christian William greve Ahlefeldt-Laurvig (Dragerup og Munkholm skovene samt Humleore skovdistrikt i alt 950 ha)